# Río salvaje
Río salvaje (The River Wild) es una película de suspense con actuación de Meryl Streep, Kevin Bacon y David Strathairn, y dirigida por Curtis Hanson. Fue estrenada el 30 de septiembre de 1994 en los Estados Unidos y el 20 de enero de 1995 en España.
Esta película alberga una de las buenas actuaciones de Kevin Bacon, siendo nominado al Globo de Oro al mejor actor de reparto. 

## Argumento
Gail y Tom Hartman (Meryl Streep y David Strathairn) son un matrimonio maduro que está en crisis. Ante el próximo cumpleaños de su hijo de 10 años, Roarke (Joseph Mazzello) deciden hacer una excursión que consistirá en descender un río haciendo rafting. Gail es toda una experta en hacer rafting pues ha descendido en numerosas ocasiones dicho río y conoce todos los peligros. Sin embargo hay un peligro que la familia no había previsto...
Cuando los Hartman se cruzan en su camino con dos delincuentes que acaban de asaltar un banco, Wade (Kevin Bacon), un frío psicópata y asesino a sangre fría, y Terry (John C. Reilly), estos secuestrarán a la familia con el fin de poder descender el río de forma segura y así poder escapar de las autoridades. Gail deberá demostrar toda su destreza enfrentándose al río y a sus secuestradores para poder salvar la vida de su familia y la suya propia.

## Reparto
- Meryl Streep (Gail Hartman)
- Kevin Bacon (Wade)
- David Strathairn (Tom Hartman)
- Joseph Mazzello (Roarke Hartman)
- John C. Reilly (Terry)
- Benjamin Bratt (Ranger Johnny)

## Recepción crítica y comercial
Según la página de Internet Rotten Tomatoes recibió un 58% de comentarios positivos. Destacar el comentario del crítico cinematográfico James Berardinelli:

"Sigue siendo un thriller familiar, pero los resultados son muy satisfactorios."
James Berardinelli.

Recaudó 46 millones de dólares en Estados Unidos. Sumando las recaudaciones internacionales la cifra asciende a 94 millones. Su presupuesto fue de 45 millones.

## Premios
Premios Globo de Oro
| Año  | Categoría              | Receptor     | Resultado |
| ---- | ---------------------- | ------------ | --------- |
| 1995 | Mejor actor de reparto | Kevin Bacon  | Candidato |
| 1995 | Mejor actriz - drama   | Meryl Streep | Candidata |

Premios del Sindicato de Actores
| Año  | Categoría    | Receptor     | Resultado |
| ---- | ------------ | ------------ | --------- |
| 1995 | Mejor actriz | Meryl Streep | Candidata |

## Localizaciones
Río salvaje se rodó entre el 25 de julio y el 9 de noviembre de 1993 en diversas localizaciones de Estados Unidos, destacando los estados de Massachusetts, Montana, Oregón, la ciudad de Boston y el Parque nacional de los Glaciares.

## DVD
Río salvaje salió a la venta el 16 de abril de 2003 en España, en formato DVD. El disco contiene menús interactivos, acceso directo a escenas, subtítulos en múltiples idiomas, filmografías selectas y notas de la producción.